# Selección femenina de fútbol sub-23 de Escocia
La selección femenina de fútbol sub-23 de Escocia, controlado por la Asociación de Fútbol de Escocia, es el equipo de fútbol nacional femenino sub-23 de Escocia y se considera un equipo de transición para la selección absoluta. Como no hay competición organizada por la FIFA o la UEFA para mujeres a nivel sub-23, el equipo representa al país normalmente en amistosos o torneos por invitación. Escocia no presenta regularmente un equipo de nivel sub-23; la última escuadra que fue seleccionada fue para la Copa Nórdica 2008.

## Historia
El equipo sub-23 fue diseñado para cerrar la brecha en el paso del equipo sub-20 al equipo nacional absoluto. Permitiría a los jugadores más jóvenes la oportunidad de permanecer en la configuración del equipo nacional a más largo plazo y la oportunidad de permanecer en los planes del entrenador del equipo nacional y posiblemente proporcionar a los jugadores más prometedores un camino hacia el equipo nacional completo eventualmente.

## Participaciones

### Copa Nórdica
| Año  | Resultado | PJ | PG | PE | PP | GF | GC | Dif. | Ref.  |
| ---- | --------- | -- | -- | -- | -- | -- | -- | ---- | ----- |
| 2008 | 4.º       | 4  | 0  | 0  | 4  | 0  | 15 | -15  | [ 1 ] |

## Jugadoras

### Equipo actual
El equipo femenino sub-23 que compitió en el torneo de la Copa Nórdica en Suecia del 14 al 22 de julio de 2008. Sneddon recibió la capitanía del torneo.
| No. | Pos.           | Jugador           | Fecha de nacimiento (edad)         | Pdos. | Goles | Club                      |
| --- | -------------- | ----------------- | ---------------------------------- | ----- | ----- | ------------------------- |
|     | Portero        | Claire Johnstone  | 11 de enero de 1982 (26 años)      |       |       | Celtic                    |
|     | Portero        | Joanna Hutcheson  | 13 de mayo de 1987 (21 años)       |       |       | Spartans                  |
|     | Defensa        | Emma Fernon       | 12 de marzo de 1987 (21 años)      |       |       | Glasgow City              |
|     | Defensa        | Frankie Brown     | 8 de octubre de 1987 (20 años)     |       |       | Hibernian                 |
|     | Defensa        | Julie Ferguson    | 10 de febrero de 1979 (29 años)    |       |       | Hibernian                 |
|     | Defensa        | Kirsty McBride    | 9 de septiembre de 1985 (22 años)  |       |       | Hibernian                 |
|     | Defensa        | Jill Paterson     |                                    |       |       | Glasgow City              |
|     | Defensa        | Fay Hughes        |                                    |       |       | Dundee United Sports Club |
|     | Centrocampista | Megan Sneddon     | 9 de septiembre de 1985 (22 años)  |       |       | Glasgow City              |
|     | Centrocampista | Joelle Murray     | 7 de noviembre de 1986 (21 años)   |       |       | Hibernian                 |
|     | Centrocampista | Suzanne Lappin    | 13 de octubre de 1986 (21 años)    |       |       | Glasgow City              |
|     | Centrocampista | Hollie Thomson    | 25 de diciembre de 1986 (21 años)  |       |       | Hamilton Academical       |
|     | Centrocampista | Kirsty McLaughlin |                                    |       |       | Kilmarnock                |
|     | Centrocampista | Toni Mason        | 14 de septiembre de 1985 (22 años) |       |       | Kilmarnock                |
|     | Delantero      | Kerry Montgomery  | 25 de marzo de 1988 (20 años)      |       |       | Boroughmuir Thistle       |
|     | Delantero      | Hayley Cunningham | 24 de noviembre de 1988 (19 años)  |       |       | Celtic                    |
|     | Delantero      | Pamela Liddell    | 11 de junio de 1986 (23 años)      |       |       | Stjarnan                  |
|     | Delantero      | Diana Barry       | 25 de junio de 1986 (22 años)      |       |       | Spartans                  |

## Resultados

### Últimos resultados y partidos
| Copa Nórdica; 15 de julio de 2008 | Escocia | 0-3     | Suecia                                        | Avesta Vallen, Avesta |  |
| 19:00                             |         | Reporte | Edlund 37' · Vaseghpanah 50' · Stålhammar 59' |                       |  |

| Copa Nórdica; 17 de julio de 2008 | Escocia | 0-5     | Alemania                                             | Kopparvallen, Falun |  |
| 19:00                             |         | Reporte | Schmidt 14', 43' · Kerschowski 24', 76' · Hartel 83' |                     |  |

| Copa Nórdica; 19 de julio de 2008 | Escocia | 0-2     | Finlandia          | Domnarvsvallen, Borlänge |  |
| 16:00                             |         | Reporte | Sällström 12', 24' |                          |  |

| Copa Nórdica; 21 de julio de 2008 | Escocia | 0-5     | Suiza                                                 | Hillängens IP, Ludvika |  |
| 13:00                             |         | Reporte | Bachmann 42', 71' · Dickenmann 49', 60' · Brunner 90' |                        |  |